# Eleonora Heine-Jundi

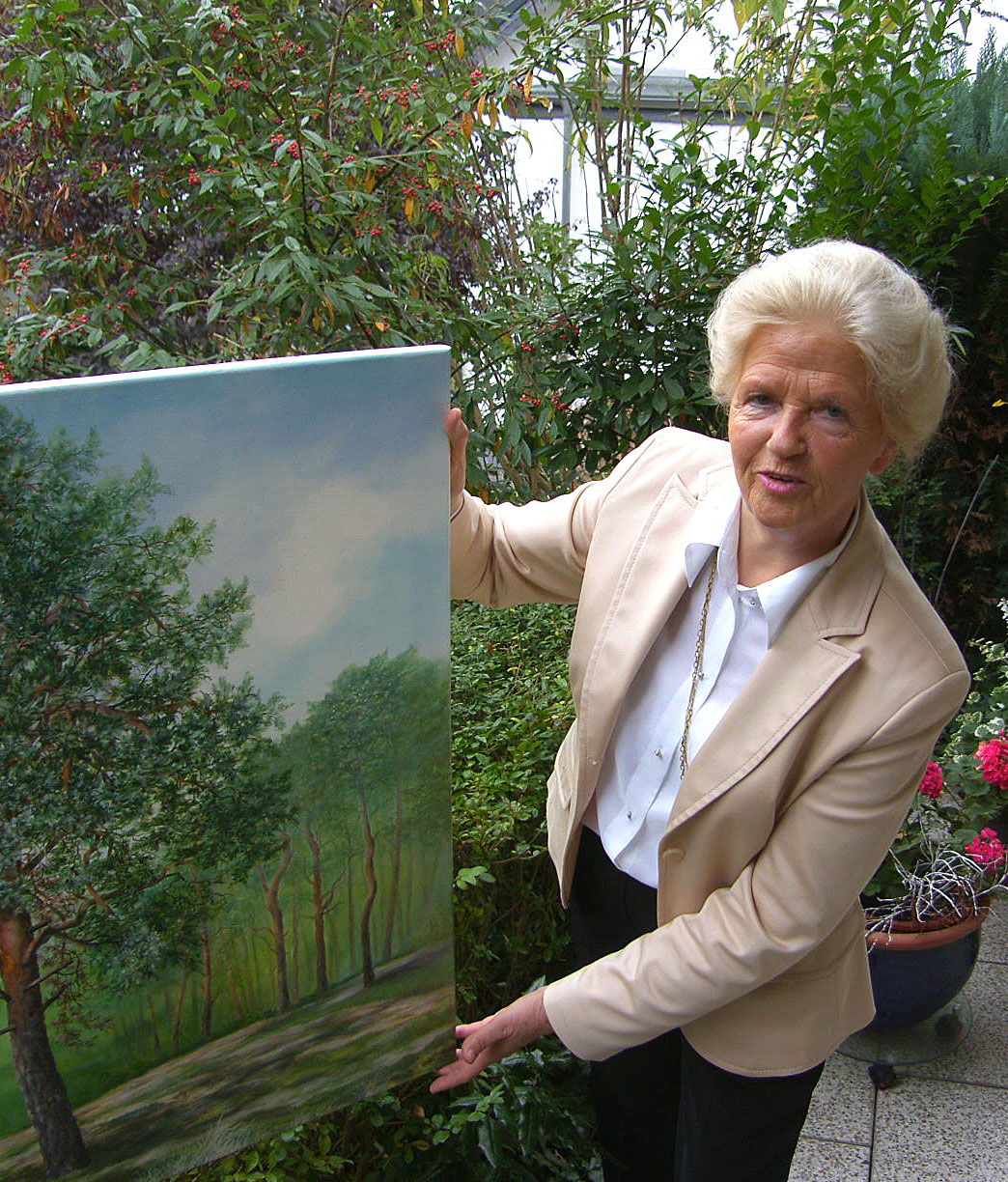
Eleonora Heine-Jundi 2006 im Garten ihres Domizils in Brohl-Lützing.

Eleonora Heine-Jundi (* 1935 in Frankfurt am Main; † 14. März 2011) war eine deutsche Malerin, Grafikerin, Autorin und Dozentin.
Die Künstlerin war bekannt als Malerin von Baumbildern und wegen ihres Einsatzes für Bäume; sie war Mitglied im Kuratorium Baum des Jahres. Ihre Bilder machten sie bundesweit und darüber hinaus bekannt, was sich in zahlreichen Ausstellungen in ganz Europa manifestierte. Lebensstationen der Malerin waren unter anderem der Libanon und Liberia. In den 1970ern gründete sie die Mal- und Lebensschule bei Koblenz.
Heine-Jundi war Initiatorin und Patin des seit Oktober 2005 jährlich von der Verbandsgemeinde Bad Breisig (Rheinland-Pfalz) vergebenen „Heine-Jundi Umweltpreises“. Sie lebte in Brohl-Lützing (Rheinland-Pfalz).